# Paul Stewart (acteur)
Pour les articles homonymes, voir Stewart et Paul Stewart.
Paul Stewart, né Paul Sternberg à New York le 13 mai 1908 et mort à Los Angeles (Californie) le 17 février 1986, est un acteur et réalisateur américain.

## Biographie
Au théâtre à Broadway, entre 1931 et 1941, Paul Stewart interprète cinq pièces, dont la dernière (Native Son, 1941) est mise en scène par Orson Welles, rencontré quelques années auparavant — et qui le fera également jouer dans sa fameuse adaptation radiophonique de La Guerre des mondes (1938), ainsi que dans son film mythique de 1941, Citizen Kane. Stewart reviendra une fois au théâtre à Broadway, en 1951, comme metteur en scène.
Au cinéma, où il compose souvent des seconds rôles de « méchants », il apparaît dans un petit rôle non crédité en 1937, puis tourne régulièrement de 1941 à 1982.
À la télévision, il est acteur dans des séries et téléfilms, de 1951 à 1983, ainsi que réalisateur d'épisodes de séries entre 1955 et 1965.

## Filmographie partielle

### Acteur

#### Cinéma

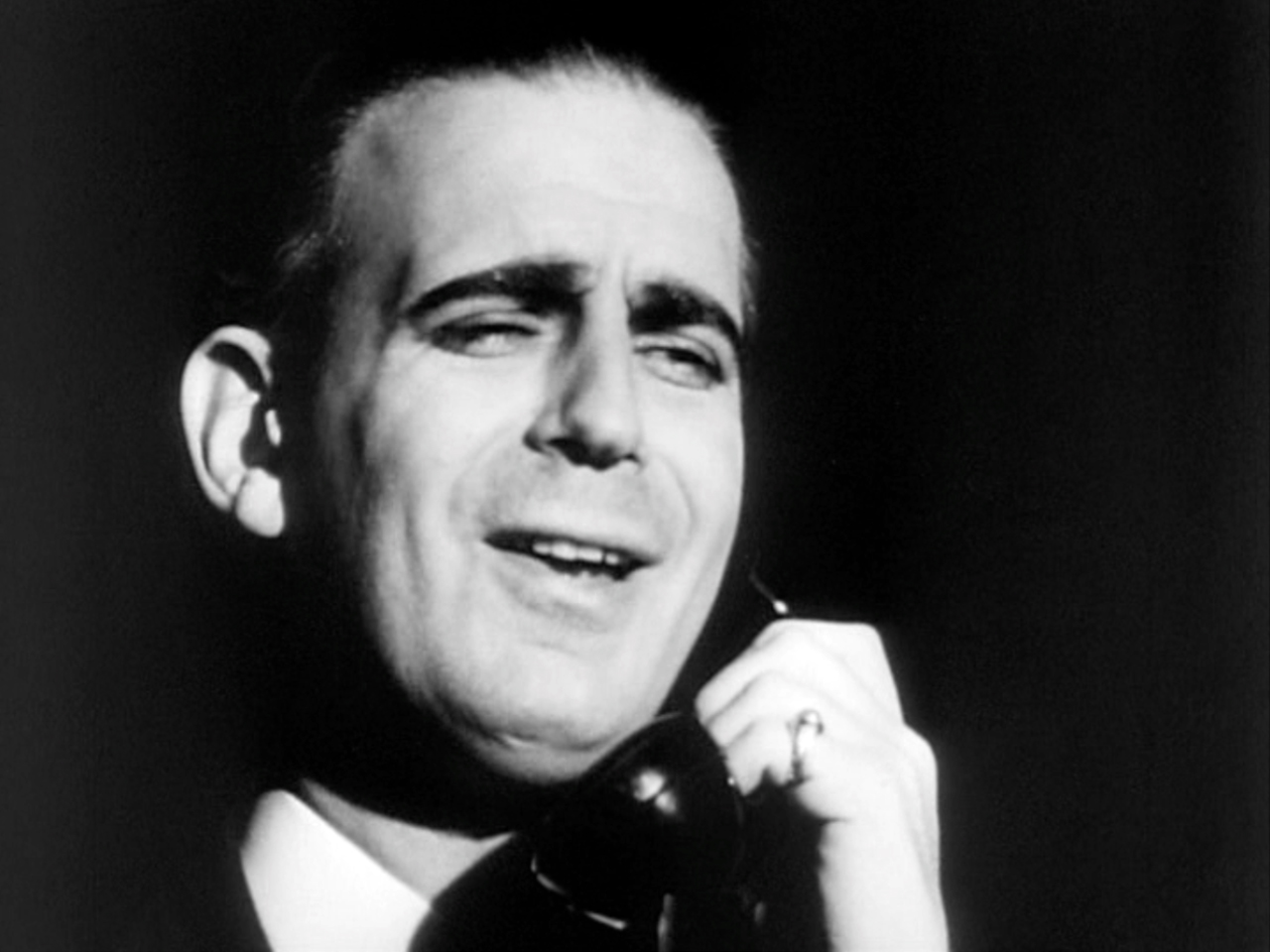
Paul Stewart dans Citizen Kane (1941)

- 1937 : Bataille de dames (Ever Since Eve) de Lloyd Bacon
- 1941 : Citizen Kane d'Orson Welles
- 1942 : Johnny, roi des gangsters (Johnny Eager) de Mervyn LeRoy
- 1943 : Pile ou Face (Mr. Lucky) de H. C. Potter
- 1943 : L'Exubérante Smoky (Government Girl) de Dudley Nichols
- 1949 : Champion de Mark Robson
- 1949 : Une incroyable histoire (The window) de Ted Tetzlaff
- 1949 : Illegal Entry de Frederick De Cordova
- 1949 : La Vie facile (Easy Living) de Jacques Tourneur
- 1949 : Un homme de fer (Twelve O'Clock High) de Henry King
- 1950 : L'étranger dans la cité (Walk Softly, Stranger) de Robert Stevenson
- 1951 : Appointment with Danger de Lewis Allen
- 1951 : Edge of Doom de Mark Robson
- 1951 : Walk Softly Stranger de Robert Stevenson
- 1952 : Les Ensorcelés (The Bad and the Beautiful) de Vincente Minnelli
- 1952 : L'Homme à la carabine (Carbine Williams) de Richard Thorpe
- 1952 : Bas les masques (Deadline - U.S.A.) de Richard Brooks
- 1952 : Lone Shark de Seymour Friedman
- 1952 : We're Not Married de Edmund Goulding
- 1953 : Le Jongleur (The Juggler) d'Edward Dmytryk
- 1953 : The Joe Louis Story de Robert Gordon
- 1954 : Prisoner of War de Andrew Marton
- 1954 : Au fond de mon cœur (Deep in my Heart) de Stanley Donen
- 1955 : Colère noire (Hell on Frisco Bay) de Frank Tuttle
- 1955 : Meurtres à responsabilité limitée (Chicago Syndicate) de Fred F. Sears
- 1955 : En quatrième vitesse (Kiss Me Deadly) de Robert Aldrich
- 1955 : La Toile d'araignée (The Cobweb) de Vincente Minnelli
- 1956 : The Wild Party de Harry Horner
- 1957 : Affaire ultra-secrète (Top Secret Affair) de Henry C. Potter
- 1958 : Bagarres au King Créole (King Creole) de Michael Curtiz
- 1959 : Flor de mayo de Roberto Gavaldón
- 1963 : Un enfant attend (A Child is waiting) de John Cassavetes
- 1965 : La Plus Grande Histoire jamais contée (The Greatest Story ever told) de George Stevens, David Lean et Jean Negulesco
- 1967 : De sang-froid (In Cold Blood) de Richard Brooks
- 1968 : Les Complices (Jigsaw) de James Goldstone
- 1969 : How to Commit Marriage de Norman Panama
- 1975 : The Day of the Locust de John Schlesinger
- 1976 : W. C. Fields et moi (W.C. Fields and Me) d'Arthur Hiller : Florenz Ziegfeld
- 1977 : Opening Night de John Cassavetes
- 1978 : La Malédiction de la Panthère rose (Revenge of the Pink Panther) de Blake Edwards
- 1981 : S.O.B. de Blake Edwards
- 1982 : Tempête (Tempest) de Paul Mazursky

#### Télévision

##### Séries télévisées
- 1960 : Alfred Hitchcock présente (Alfred Hitchcock presents), Saison 5, épisode 23 Le Testament de Craig (Craig's Will) ;
- 1960 : Johnny Staccato, épisode 20 Le prêtre porte un flingue (The List of Death) ;
- 1964-1966 : Perry Mason, première série, épisodes The Case of the Tragic Trophee (1964) et The Case of the Avenging Angel (1966) ;
- 1968-1970 : Mannix, épisodes Pressure Point (1968), A Sleep in the Deep (1969) et Deja Vu (1970) ;
- 1969 : Mission impossible (Mission : Impossible), Saison 4, épisode 7 Le Successeur (Mastermind) ;
- 1969-1971 : L'Homme de fer (Ironside), Saison 2, épisode 18 Les Prédictions de Francine (The Prophecy, 1969) ;  Saison 5, épisode 4 Ring of Prayer ;
- 1972 : Le Sixième Sens (The Sixth Sense), Saison 1, épisode 11 Whisper of Evil ;
- 1973 : Columbo : Double Choc (Double Shock) : Clifford Paris
- 1974-1975 : Cannon, Saison 4, épisode 2 Le Tueur (The Hit Man, 1974) ; Saison 5, épisode 6 L'Homme qui mourut deux fois (The Man who died Twice, 1975) ;
- 1975 : Les Rues de San Francisco (The Streets of San Francisco), Saison 3, épisode 16 La mort donne des nouvelles (Letters from the Grave).
- 1985 : MacGyver (saison 1, épisode 1 "MacGyver première") : Steubens

### Réalisateur
- 1958 : Peter Gunn, épisode The Leaper ;
- 1961-1962 : Échec et mat (Checkmate), épisodes The Deadly Silence, Dance of Death, The Button Down Break, The Two of Us, To the Best of my Recollection (1961) et The Sound of Nervous Laughter (1962) ;
- 1962 : La Quatrième Dimension (The Twilight Zone), Saison 3, épisode 91 La Petite Fille perdue (Little Girl Lost) ;
- 1963 : Les Accusés (The Defenders), épisode The Eye of Fear.

## Théâtre (à Broadway)
(pièces, comme acteur, sauf mention contraire)
- 1931 : Two Seconds d'Elliott Lester
- 1932 : East of Broadway de T. Reginald Arkell et Charles Wagenheim
- 1932 : Bulls, Bears and Asses de Milton Herbert Gropper, avec Robert Barrat
- 1938 : Wine of Choice de S.N. Behrman, avec Leslie Banks
- 1941 : Native Son de Paul Green (en) et Richard Wright, mise en scène par Orson Welles, avec John Berry, Joseph Pevney, Everett Sloane
- 1951 : Twilight Walk de A.B. Sheffrin, avec Walter Matthau, Ann Shoemaker (comme metteur en scène)